# Frances Ruffelle
Frances Ruffelle (ur. 29 sierpnia 1965 w Londynie) – angielska aktorka i śpiewaczka musicalowa. Była premierową wykonawczynią roli Éponine w pierwszej anglojęzycznej produkcji musicalu Les Misérables (z 1985), za której wykonanie zdobyła w 1987 Tony Award.

## Życie osobiste
Frances Ruffelle urodziła się w Londynie. Jej ojciec był managerem i inżynierem w firmie telekomunikacyjnej, zaś matka, Sylvia Young - założycielką szkoły teatralnej, którą ukończyła również Frances. Młodszą siostrą artystki jest aktorka Alison Ruffelle.
Ruffelle poślubiła w 1990 reżysera teatralnego Johna Cairda, ze związku z nim (zakończonego rozwodem w 1992) ma 2 dzieci: piosenkarkę Elizę Sophie (znaną jako Eliza Doolittle), urodzoną w 1988 oraz Nathaniela George'a (rocznik 1990). Jej trzecie dziecko, Felix Bailey (urodzony w 1995) jest synem byłego partnera Roba Manleya.

## Kariera
Debiut aktorski artystki miał miejsce już w 1975 roku, gdy zagrała epizodyczną rólkę w filmie The Hiding Place. Pierwszym występem na West Endzie była w 1983 roku rola Louisy w  The Sleeping Prince Terence Rattigana. W roku 1984 otrzymała główną rolę Dinah w nowym musicalu Andrew Lloyd Webbera Starlight Express. Rok później opuściła obsadę, by wziąć udział w anglojęzycznej prapremierze francuskiego musicalu Les Misérables występując jako Éponine. Po sukcesie na West Endzie powtórzyła tę rolę na Broadwayu. Za kreację zdobyła w 1987 roku Nagrodę Tony.
Artystka współpracowała jeszcze wielokrotnie zarówno z twórcami Les Misérables Schönbergiem i Boublilem (przy komponowaniu Miss Saigon), jak również Lloyd Webberem (przy pokazach przedpremierowych Sunset Boulevard i Whistle Down the Wind na Sydmonton Festival). W roku 2010 artystka wystąpiła na rocznicowym koncercie galowym 25th Anniversary Concert of Les Misérables w O2 Arena jako część oryginalnej obsady. W roku 2012 zagrała epizodyczną rolę prostytutki w Les Misérables. Nędznicy będąc jedną z dwóch osób z oryginalnej obsady biorącą udział w ekranizacji tego musicalu.
Od 2013 roku występuje w musicalowej wersji biografii Édith Piaf, Piaf, the Musical w roli tytułowej.
W roku 1994, Ruffelle reprezentowała Wielką Brytanię na Konkursie Eurowizji piosenką Lonely Symphony, która zajęła 10. miejsce.

### Teatr
- 1982 Joseph and the Amazing Technicolor Dreamcoat - Narrator - National Tour,
- 1983 The Sleeping Prince - Princess Louisa - Theatre Royal Haymarket,
- 1984 Starlight Express - Dinah - Apollo Victoria Theatre[9],
- 1985 Les Misérables - Eponine - Royal Shakespeare Company,
- 1987 Les Misérables - Eponine - Broadway Theatre, Broadway[5],
- 1989 Apples - Delilah - Royal Court Theatre,
- 1991 Children of Eden - Yonah - Prince Edward Theatre[9],
- 1997 Lucky Stiff - Annabel - Bridewell Theatre,
- 2007 Schwarz Stories - Kings Head Theatre,
- 2007 Chicago - Roxie Hart - Adelphi Theatre,
- 2008 Mathilde - George Square, Edinburgh,
- 2010 Beneath the Dress, Edinburgh Festival,
- 2010 Songs from a Hotel Bedroom - Angelique Picard - Linbury Studio ROH/Tour,
- 2011 Pippin - Fastrada - Menier Chocolate Factory,
- 2012 Piaf, The Musical -  Piaf - Leicester Curve Theatre,
- 2013 Paris Original - Crazy Coqs[10],

### Film
- 1975 - The Hiding Place - Sarah Van Der Weghe
- 1980 - The Wildcats of St. Trinians - Angela Hall / Roxanne,
- 1982 - P'Tang Yang Kipperbang - Eunice,
- 1996 - Sekrety i kłamstwa - Angela,
- 1999 - The Road to Ithaca - Eleni,
- 2001 - The Invitation - Zeze,
- 2012 - Les Misérables. Nędznicy - prostytutka[7],
- 2012 - Devil's Tower - Kim,

## Dyskografia

### W obsadzie
- Starlight Express Original London Cast (1984),
- Les Misérables Original London Cast (1985),
- Les Misérables Original Broadway Cast (1987),
- Mack & Mabel In Concert (1988),
- Apples Original London Cast (1989),
- Children of Eden Original London Cast (1991),
- Les Misérables Highlights Original London Cast (2009)

### Gościnnie
- Back of My Mind (album Christophera Crossa) (1988) duet I Will (Take You Forever),
- Michael Crawford Performs Andrew Lloyd Webber (1991) duet Only You,
- Save the Children: A Christmas Spectacular of Carols and Songs (1992) - utwór I Watch You Sleeping, oraz w składzie Save the Children,
- Corps & Armes (album Etienne Daho album) (2000) - w Le Brasier,
- The Definitive Christopher Cross (2001) remix I Will (Take You Forever)

### Albumy solowe
- Fragile (1994),
- Frances Ruffelle (1998),
- Showgirl (2004),
- Purify (2005) - jako paTala,
- Imperfectly Me (2010)

### Single
- On My Own (1985) z Les Misérables,
- He's My Hero (1986),
- I Will (Take You Forever) (1988) duet z Christopherem Crossem z Back of My Mind,
- Stranger to the Rain (1990) z Children of Eden,
- Love Parade (1994),
- Lonely Symphony (We Will Be Free) (1994),
- Lose Your Illusions (1994),
- God Watch over You (1995),
- Jennifer's Garden (1997) - (tylko w Danii),
- Blue Eyes (1997) - (tylko w Niemczech),
- If a Wish came True (1998) - (tylko w Holandii),
- Smile (2004)